# Antef Ier
Pour les articles homonymes, voir Antef.
Antef Ier est le premier nomarque égyptien de Thèbes à se nommer roi, fondant ainsi la XIe dynastie. Il est probablement le fils du nomarque thébain Montouhotep Ier (proclamé roi de manière posthume). On situe son règne aux alentours de 2134 à 2118 av. J.-C. Le Canon royal de Turin (5.13) est lacunaire sur son nom.

## Attestations
Antef Ier n'est connu que par un seul monument de son époque, deux blocs inscrits du temple de Montou érigé à Tôd sous le règne de Montouhotep II. Ces blocs représentent Montouhotep II en face des noms de trois de ses ancêtres, qui sont identifiés par leurs noms de Sa-Rê et d'Horus : Séhertaouy Antef (Ier), Ouahânkh Antef (II) et Nakhtnebtepnéfer Antef (III) (bien que dans ce cas, seuls les noms d'Horus Séhertaouy et Ouahânkh soient conservés). Ce relief établit avec certitude la succession des rois de la XIe dynastie.
Antef est peut-être également attesté sur une inscription du Djebel Tjaouti, où Tjaouti, le nomarque de Coptos, indique que des « troupes d'assaut d'Antef, fils de Rê », étaient présentes. Cette inscription se rapporte peut-être à Antef Ier ou bien à Antef II.
Le Canon royal de Turin (5.13) est lacunaire sur son nom. La Chambre des ancêtres à Karnak, qui date de Thoutmôsis III, devait probablement le citer, mais les différentes lacunes empêchent de savoir à quelle place son nom était inscrit, la liste ne suivant pas l'ordre chronologique. La position no 11 peut lui correspondre, car il s'y trouve inscrit un nom commençant par In... ou An..., entre un nom commençant par Men... (no 12, peut-être Montouhotep Ier) et une autre occurrence du nom Antef (no 10, peut-être Antef II).

## Famille
Ses parents sont probablement Montouhotep Ier et Néférou Ire, et son successeur Antef II est probablement son frère.

## Règne
Séhertaouy Antef Ier est le premier membre de sa dynastie à assumer un titre royal, avec le nom d'Horus Séhertaouy, qui se traduit par « Celui qui apaise les Deux Terres », ou par « Celui qui réjouit les Deux Terres », ou encore par « Pacificateur des Deux Terres »,,. En prenant ce nom d'Horus, Antef se proclame souverain de toute l'Égypte. Mais son autorité est contestée par les autres nomarques, au premier rang desquels figurent les souverains de la Xe dynastie d'Héracléopolis Magna, qui revendiquent également le titre de roi. Lors de son accession au trône de Thèbes, Antef ne règne probablement que sur le nome de Thèbes (le quatrième). Mais on suppose qu'après avoir vaincu Ânkhtyfy ou l'un de ses successeurs, Antef s'empare des trois nomes au sud de Thèbes, jusqu'à Éléphantine, et au nord de tous les territoires au sud de la frontière avec le nome de Coptos. Une autre possibilité est que ce soit l'œuvre de l'un des prédécesseurs d'Antef, Montouhotep Ier ou Antef l'Ancien. Ces deux hypothèses restent conjecturales, étant donné le peu de documents disponibles.
Antef Ier se trouve rapidement en guerre avec ses voisins du nord. Un graffiti découvert par le Theban Desert Road Survey dans le djebel Tjaouti, au nord-ouest de Thèbes, signale le passage des « troupes d'assaut du Fils de Rê, Antef »,. On a avancé l'hypothèse que cette inscription se référait à Antef Ier, dont les soldats combattaient le nomarque de Coptos Tjaouti. À l'appui de cette thèse, une stèle érigée par Tjaouti, toute proche et usée, fait état de la construction d'une route pour permettre à son peuple de traverser le désert « que le souverain d'un autre nome avait bouclé [quand il est venu pour] combattre mon nome...». L'égyptologue Darrell D. Baker et d'autres érudits soutiennent que ce souverain, qui n'est pas explicitement nommé, est soit Antef Ier, soit son successeur Antef II. Quoi qu'il en soit, la défaite de Tjaouti qui s'ensuivit mit finalement Coptos, Dendérah sous contrôle thébain, étendant le royaume thébain de deux-cent-cinquante kilomètres vers le nord avec une frontière près d'Abydos.

## Tombe
Le complexe funéraire d'Antef est creusé à flanc de colline, à El-Tarif, sur la rive opposée du Nil en face de Thèbes ; il est aujourd'hui connu sous le nom de Saff el-Dawaba. Le site d'El-Tarif comprend trois tombes royales monumentales, connues sous le nom de tombes-saff. Les inscriptions trouvées dans l'une de ces tombes indiquent qu'elle appartenait à Antef II, le successeur d'Antef Ier. À l'opposé, le Saff el-Dawaba est dépourvu d'inscriptions, mais il a livré le plus ancien type de poterie trouvé à El-Tarif ; pour cette raison, il est le plus souvent attribué à Antef Ier,. Le Saff el-Dawaba comprend une grande cour en contrebas de 300 × 75 mètres, soutenue par une colonnade menant à une chapelle mortuaire creusée dans la colline et flanquée de deux chambres. La chambre funéraire est creusée sous la chapelle mortuaire.

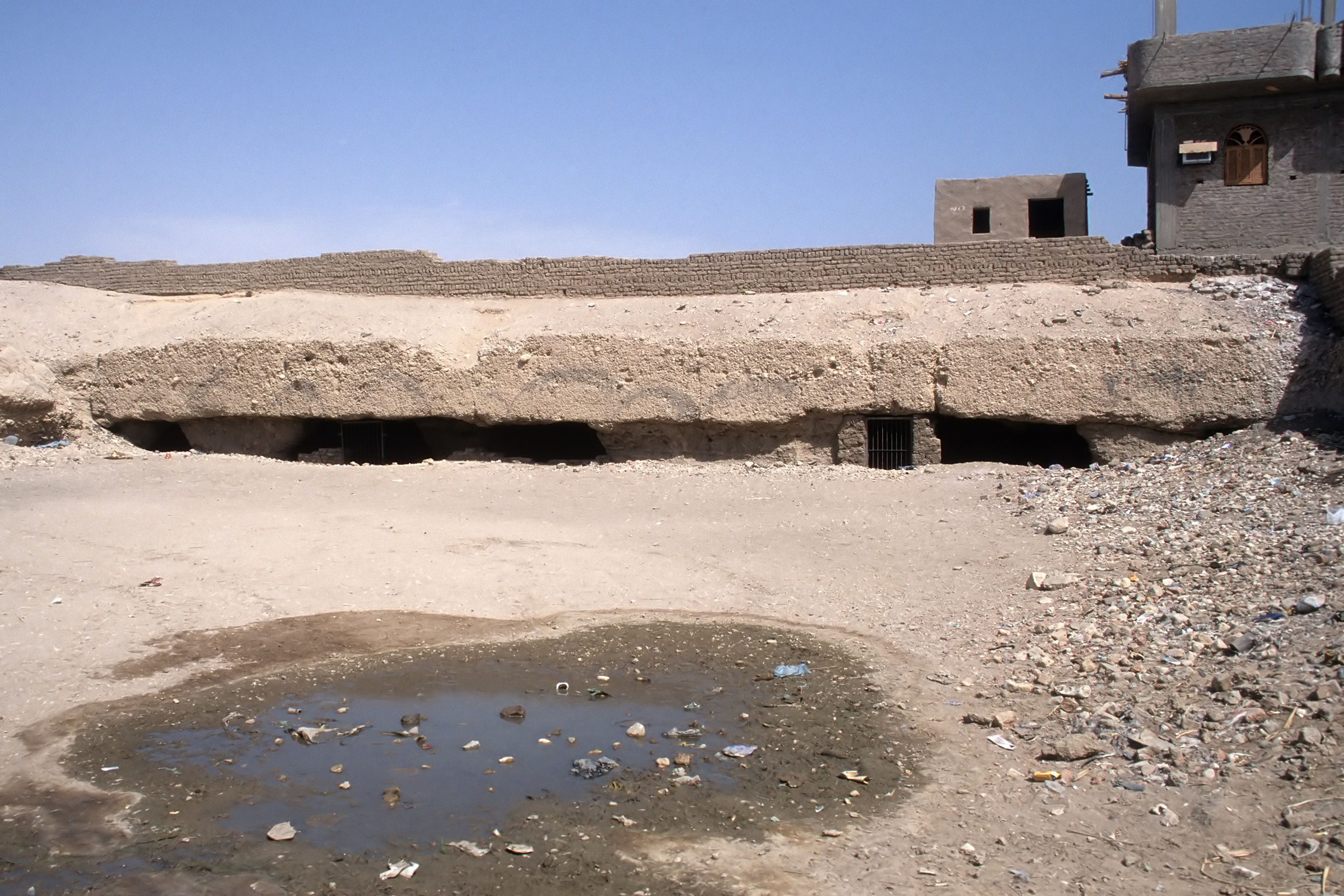
Cour de la tombe d'Antef Ier
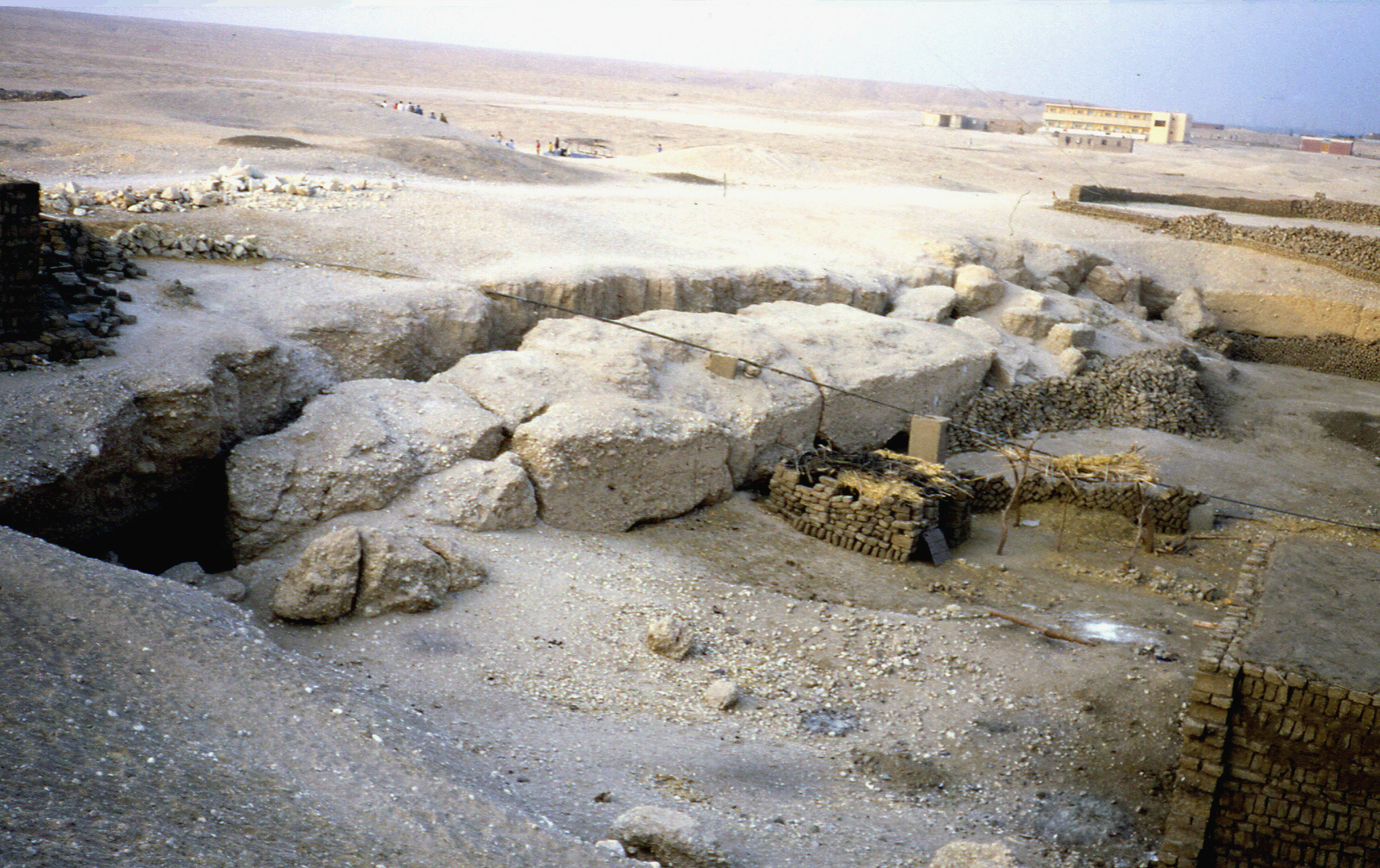
Cour de la tombe d'Antef Ier
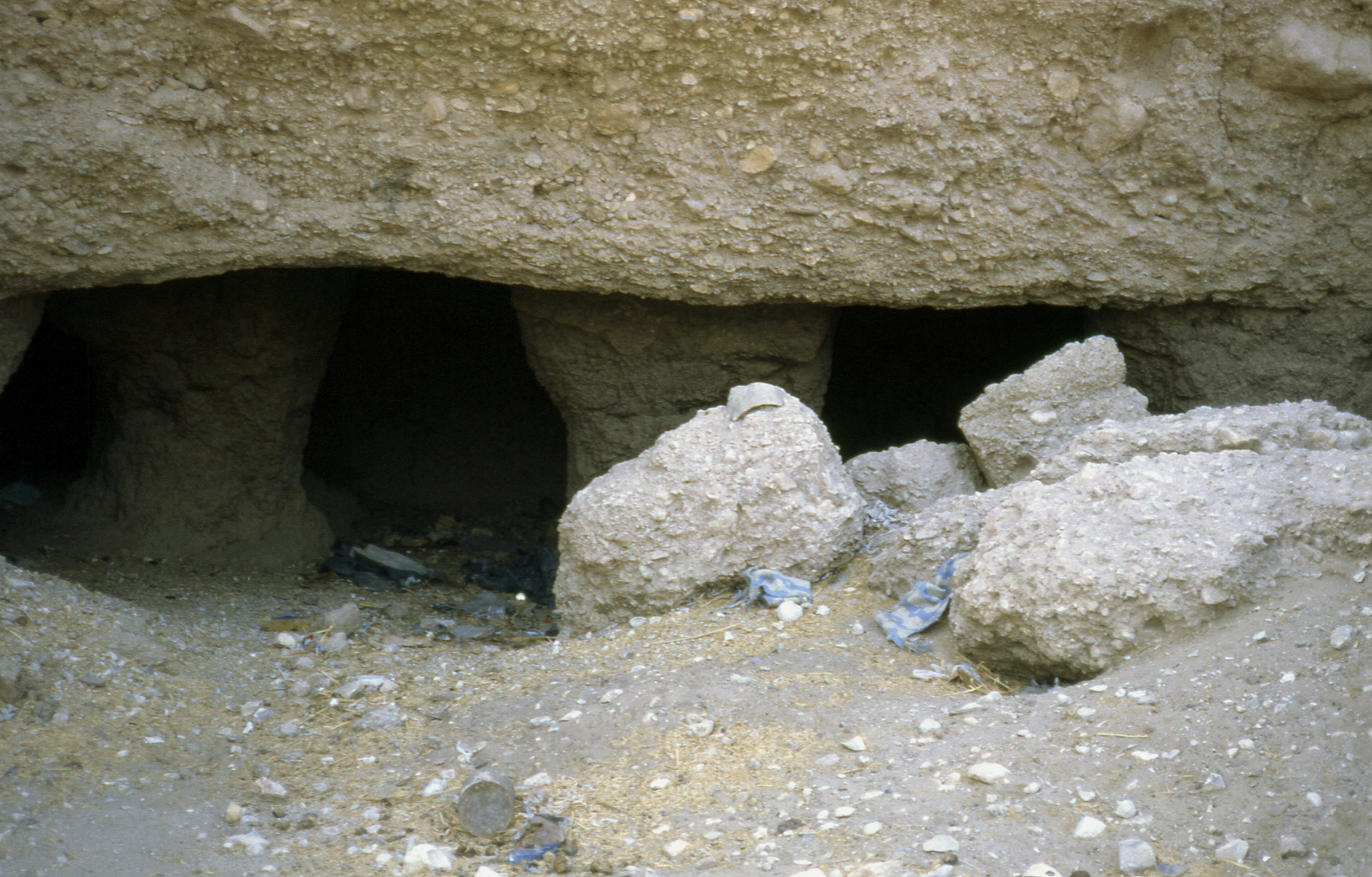
Portique de la tombe, avec les colonnes partiellement ensablées
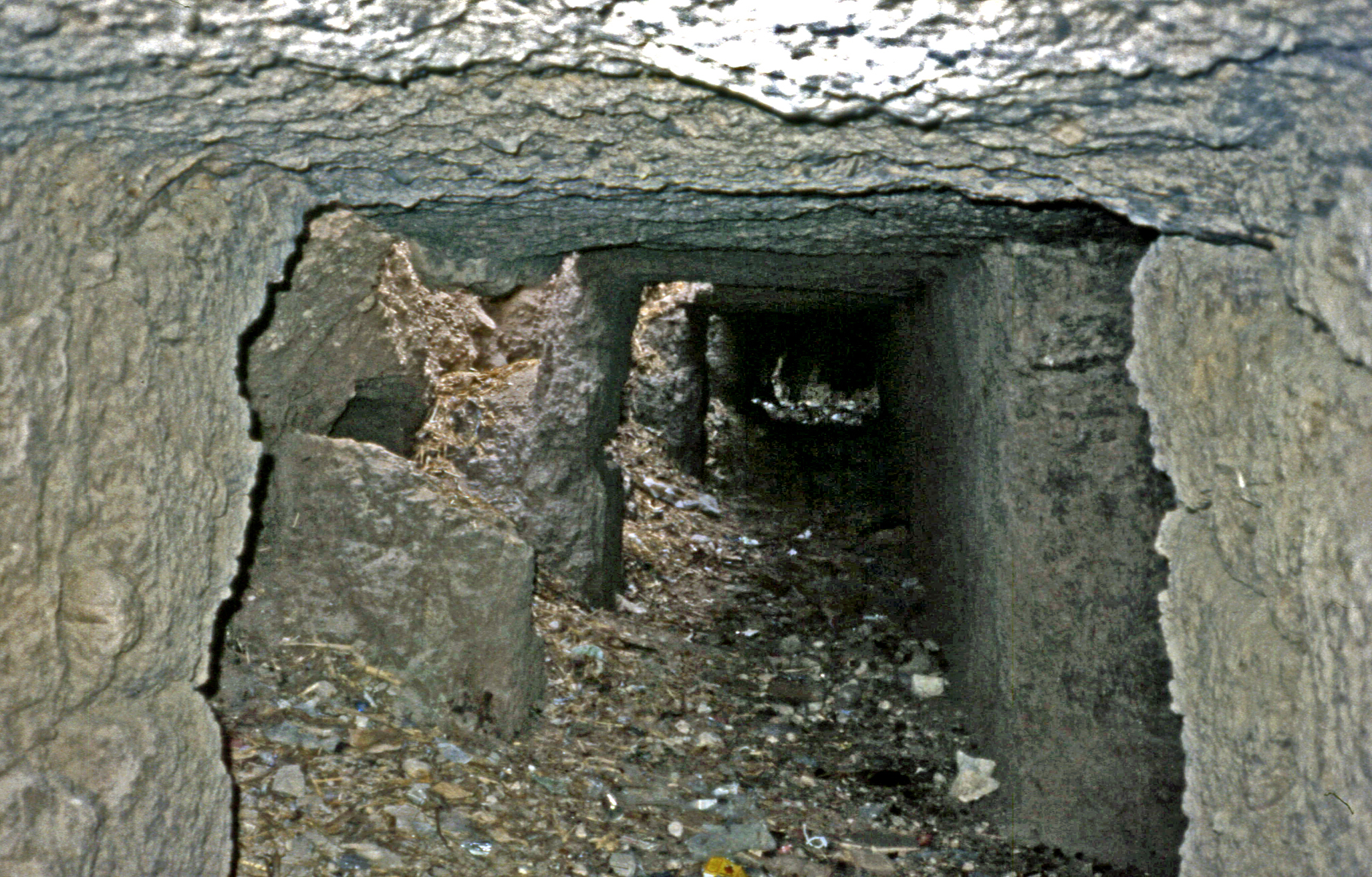
Galerie hypostyle menant à la chambre funéraire
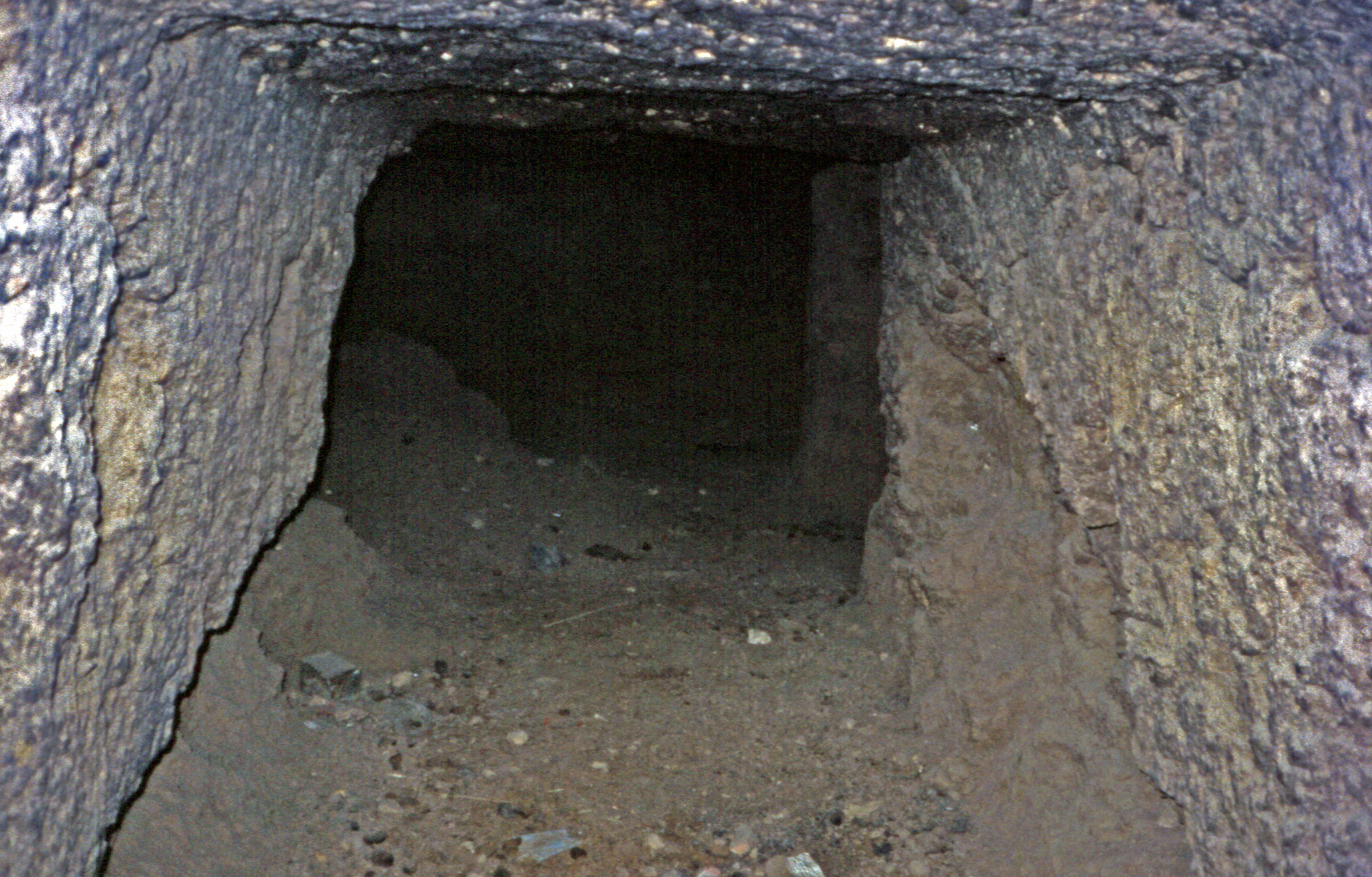
Chambre funéraire